# Triplice risposta di Lewis

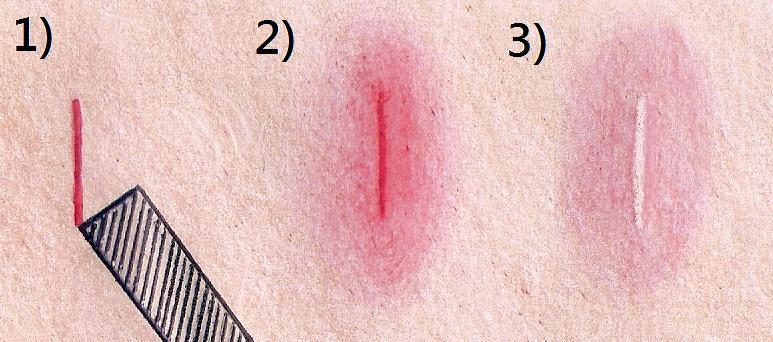
Evoluzione dei processi infiammatori nei tre punti descritti da Lewis.

La triplice risposta di Lewis o triplice reazione di Lewis è un processo di natura infiammatoria a carico degli strati più superficiali della cute. Prende il nome dal cardiologo britannico Sir Thomas Lewis (1881-1945)  che nel 1927 descrisse il fenomeno.
Trattasi di una suddivisione temporale dei fenomeni epidermici legati ad eventi biochimici osservabili in seguito a stimolazione non lesiva con un oggetto appuntito:
1. La pressione e lo sfregamento della cute producono una linea bianca dovuta al momentaneo arresto del microcircolo che nel giro di 3-15 secondi assume una colorazione rossastra data dalla vasodilatazione inconsistente e transitoria dei vasi direttamente interessati.
2. Dopo 20-40 secondi è possibile osservare un alone rosso che si espande a partire dalla linea. Ciò è dovuto alla vasodilatazione riflessa delle arteriole pre-capillari che si trovano nelle immediate vicinanze del processo infiammatorio.
3. Dopo circa 1-3 minuti la linea rossa perde il suo colore per assumere una tonalità molto più chiara e rigonfiarsi formando un ponfo edematoso. In questa fase si hanno stasi e marginazione leucocitaria con aumento della permeabilità della barriera endoteliale, fenomeno responsabile del gonfiore edematoso dovuto all'accumulo di liquido nello spazio extravascolare.

La rapida insorgenza dei fenomeni vascolari è determinata dal rilascio di alcuni mediatori biochimici tra cui l'istamina, che ha un ruolo preponderante.